# Спеціальна сировинна зона
Спеціальна сировинна зона — це території (регіони або окремі сільгосппідприємства), на яких розташовані сільгоспугіддя, що відповідають умовам виробництва сировини рослинного і тваринного походження, придатного для задоволення потреб держави у виготовленні продуктів дитячого та дієтичного харчування та кормів для тварин-продуцентів.

## Загальні вимоги
Загальними вимогами до спеціальних сировинних зон є:
- розташування на угіддях, які належать до земель сільгосппризначення;

- віддаленість не ближче 10 км від промислових підприємств і об'єктів, які можуть забруднювати довкілля токсичними і небезпечними викидами, а також не ближче 0,3 км від автомобільних доріг з інтенсивним рухом транспорту;

- відповідність встановленим нормативам вмісту токсичних речовин і радіонуклідів у ґрунті, воді та інших середовищах;

- високий рівень природної родючості і ступінь окультурення ґрунту;

- забезпеченість технічними ресурсами, достатніми для підтримки високої культури землеробства;

- можливість отримання сировини відповідної якості за рахунок природних умов, без застосування спеціальних заходів щодо зниження переходу шкідливих речовин із ґрунту в рослини і продукцію тваринництва.

Крім того, в спеціальній сировинній зоні забороняється:
- застосування пестицидів;

- будівництво промислових та інших об'єктів, які негативно впливають на агрокліматичне та екологічне становище, за винятком випадків, коли це стратегічно необхідно;

- застосування гормональних препаратів для інтенсифікації виробництва тваринницької продукції.

## Надання статусу
Порядок надання статусу спеціальної сировинної зони для виробництва дієтичного та дитячого харчування регламентуються Постановою Кабінету Міністрів України № 1195 від 03.10.2007г. Реєстр спеціальних сировинних зон на початку кожного року оновлює Міністерство Агропромислового Комплексу. Для цього: відстежують геологічну ситуацію в зоні випасу худоби, наявність промислових об'єктів в певному радіусі, перелік добрив і агрохімікатів, які використовуються в даній зоні.
Державна експертиза, пов'язана з наданням сільгосппідприємствам статусу спеціальної сировинної зони, проводиться Інститутом агроекології Української академії аграрних наук.
Термін дії статусу спеціальної сировинної зони виведення — 3 роки. На такий же самий термін спеціальна комісія надає статус спеціальної сировинної зони сільськогосподарському підприємству (регіону).